# Sollevazione della Grande Polonia
La sollevazione della Grande Polonia del 1918-19 o Rivolta Wielkopolska del 1918-1919 (in polacco: powstanie wielkopolskie 1918-19 roku, in tedesco: Posener Aufstand) o Guerra di Posnania è stata un'insurrezione militare dei polacchi della Grande Polonia (chiamata anche Granducato di Poznań o Posnania) contro la Germania. La rivolta ebbe un effetto significativo sul trattato di Versailles, che concesse ad una Seconda Repubblica Polacca ricostituita l'area conquistata dagli insurrezionalisti polacchi. La regione faceva parte del Regno di Polonia e poi della Confederazione polacco-lituana prima della seconda spartizione della Polonia del 1793, quando venne annessa al Regno di Prussia tedesco. Inoltre, in seguito alla sollevazione della Grande Polonia del 1806, essa aveva fatto parte del Ducato di Varsavia (1807–1815), uno Stato fantoccio francese durante le guerre napoleoniche.

## Il contesto storico

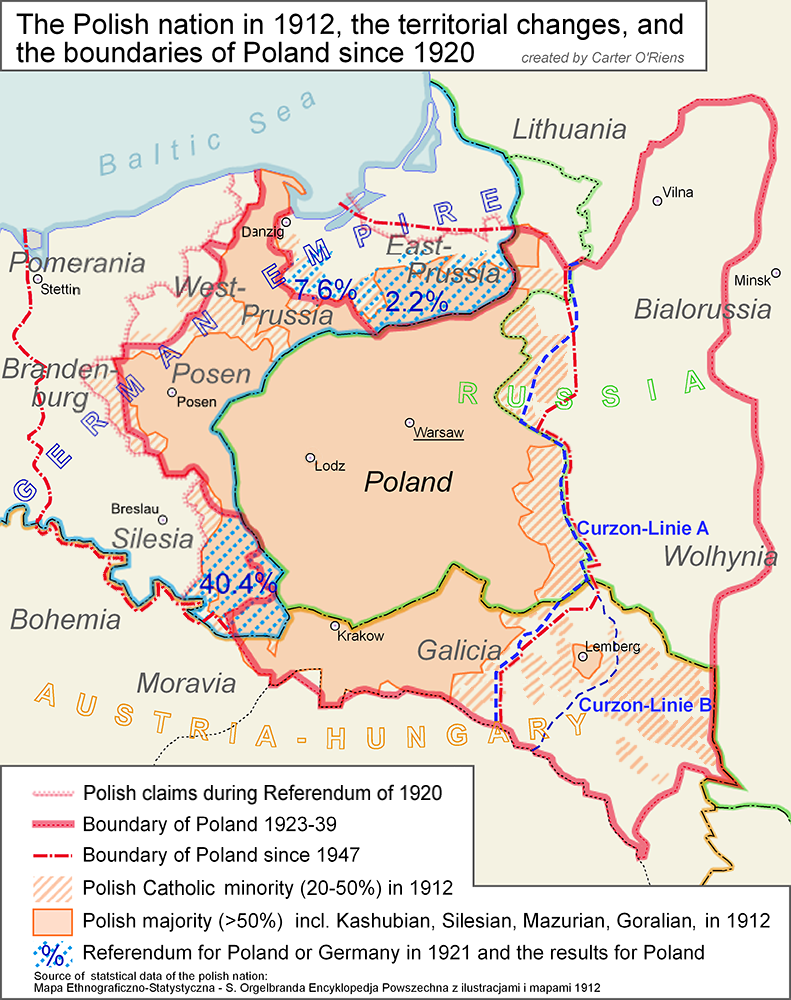
Polonia e rivendicazioni territoriali nel 1912

Dopo la terza spartizione del 1795, la Polonia aveva cessato di esistere come stato indipendente. Dal 1795 fino all'inizio della prima guerra mondiale, vi furono diverse sollevazioni per la riconquista dell'indipendenza che non ebbero successo. Ad una sollevazione del 1806 seguì la creazione del Ducato di Varsavia che durò otto anni prima di una nuova spartizione tra Prussia e Russia. Sotto il dominio tedesco, i polacchi subirono sistematiche discriminazioni ed oppressione. I polacchi che vivevano nella regione della Grande Polonia vennero soggetti alla germanizzazione e alla confisca delle terre per far posto alla colonizzazione tedesca.
Alla fine della prima guerra mondiale, i "Quattordici punti" del presidente degli Stati Uniti d'America Woodrow Wilson incontrarono l'opposizione delle nazioni europee che ritenevano di perdere potere o territori. Ad esempio, anche se i politici tedeschi avevano firmato un armistizio che condusse al cessate il fuoco dell'11 novembre 1918, molti tedeschi non ritenevano di avere perso la guerra e si sentirono traditi dai loro governanti. La Germania aveva firmato il trattato di Brest-Litovsk con la Russia bolscevica per stabilire le frontiere orientali. Perciò, dalla data della firma dell'armistizio fino alla ratifica del trattato di Versailles nel 1920, molti contenziosi territoriali rimasero irrisolti.
La proposta di Wilson di una Polonia indipendente non aveva fissato dei confini che avrebbero potuto essere universalmente accettati. La maggior parte della Polonia che era attribuita dalla fine del XVIII secolo alla Prussia era ancora reclamata dalla Germania alla fine della prima guerra mondiale con il resto dello stato polacco post-bellico conseguentemente reclamato dalla Russia e dall'Austria-Ungheria. La porzione rivendicata dalla Germania includeva il territorio della Grande Polonia del quale Poznań era la maggior città industriale. La maggioranza della popolazione polacca (più del 60%) in questa regione non sapeva se sarebbe stata parte della nuova nazione polacca che era stata proposta.

## La rivolta

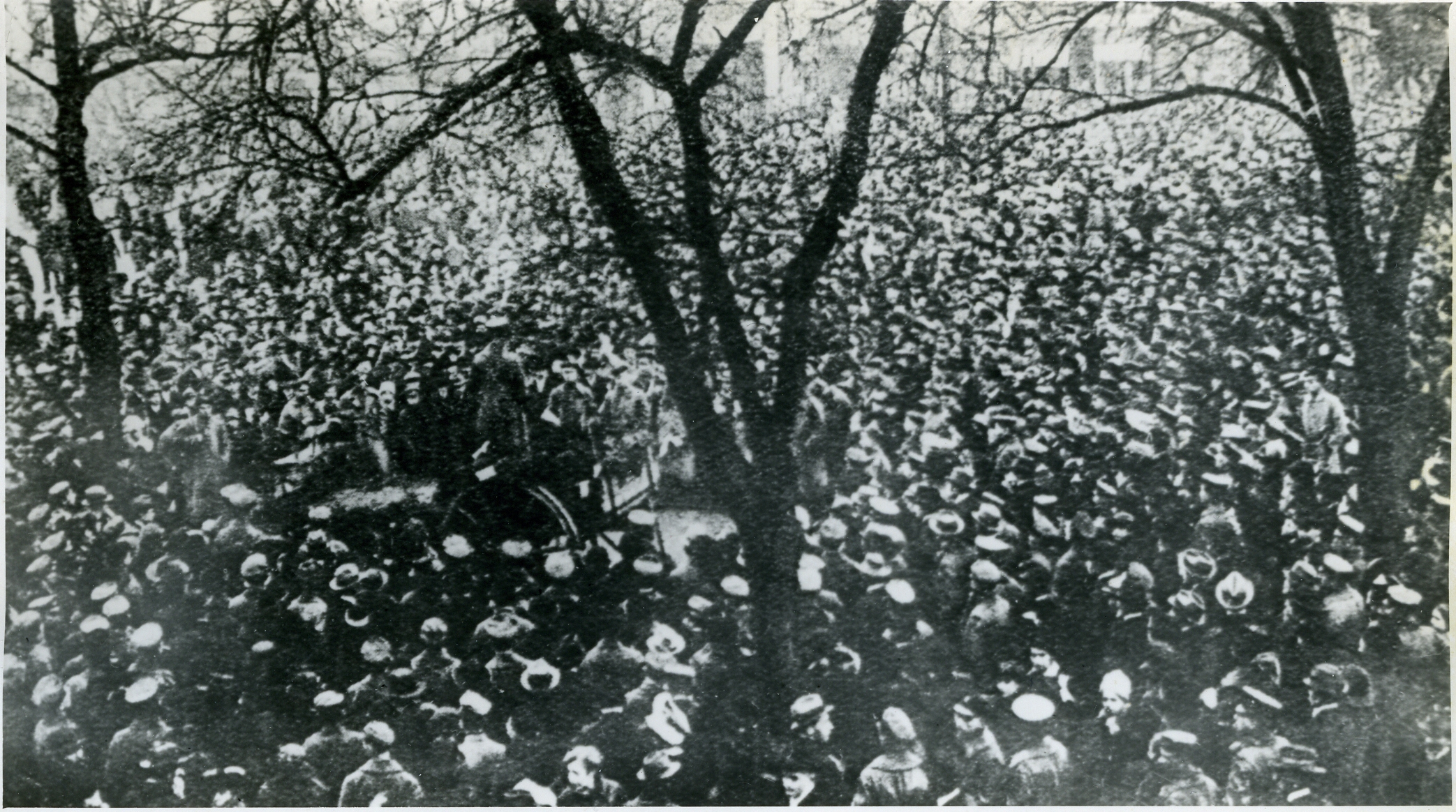
Soldati e lavoratori riuniti per eleggere un consiglio a Poznań, 10 novembre 1918

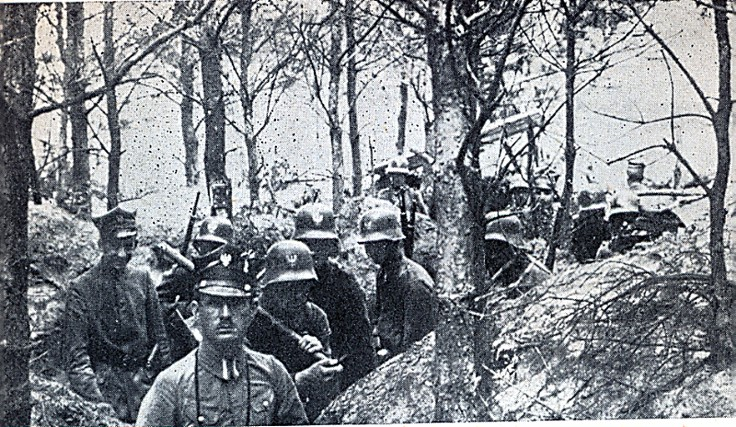
Soldati polacchi in trincea sul fronte polacco-tedesco, gennaio 1919

La scintilla che innescò la rivolta non è ben nota, ma alcune fonti indicano il discorso pubblico del 27 dicembre 1918 di Ignacy Paderewski, un famoso pianista polacco e le conseguenti contromisure tedesche (è ancora in discussione se le ostilità furono aperte dai polacchi o dai tedeschi).
I polacchi avevano messo in atto seri preparativi per una sollevazione sin dall'abdicazione del Kaiser Guglielmo II del 9 novembre 1918 che segnò la fine della monarchia tedesca e la sua sostituzione con la Repubblica di Weimar. A poche ore dal discorso di Paderewski, i cittadini polacchi di Poznań e di altre località iniziarono una rivolta contro la Germania.
Le forze rivoltose consistevano in membri della sezione prussiana della Polska Organizacja Wojskowa (Organizzazione Militare Polacca), che iniziarono a formare la Straż Obywatelska (Guardia dei Cittadini), più tardi rinominata Straż Ludowa (Guardia del Popolo) che comprendeva molti volontari, per lo più veterani della prima guerra mondiale. Il primo contingente a raggiungere l'Hotel Bazar, da dove ebbe inizio la rivolta, fu una forza di 100 uomini della wildecka kompania Straży Ludowej (Guardia popolare di Wilda) guidata da Antoni Wysocki. L'organo direttivo era il Naczelna Rada Ludowa (Alto Consiglio del Popolo). Al principio alcuni esponenti del consiglio furono contro la sollevazione, ma la sostennero qualche giorno più tardi, ufficiosamente il 3 gennaio 1919 ed ufficialmente l'8 e 9 gennaio 1919. I comandanti militari furono: il capitano Stanisław Taczak (promosso in seguito maggiore) comandante temporaneo dal 28 dicembre 1918 all'8 gennaio 1919 e più tardi il generale Józef Dowbor-Muśnicki.
La rivolta poté sfruttare un fortuito tempismo, dato che tra l'ottobre del 1918 ed i primi mesi del 1919 la Germania era stata indebolita da conflitti interni con soldati e marinai che si erano ribellati alla monarchia ed ai suoi generali più "falchi". Demoralizzata dalla firma dell'armistizio dell'11 novembre 1918, la Germania si ritrovò invischiata nella rivoluzione di novembre.
Entro il 15 gennaio 1919, i polacchi avevano preso il controllo della maggior parte della provincia e si impegnarono in pesanti combattimenti con l'esercito tedesco regolare e unità irregolari come il Grenzschutz. I combattimenti continuarono fino al rinnovo della tregua tra l'Intesa e la Germania il 16 febbraio. La tregua colpì anche la linea del fronte nella Grande Polonia, ma nonostante il cessate il fuoco, le scaramucce continuarono fino alla firma definitiva del Trattato di Versailles il 28 giugno 1919.

## Le valutazioni

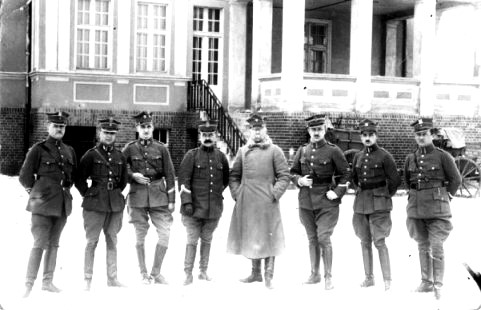
Soldati dell'esercito della Grande Polonia nell'inverno 1919/20

La grande sollevazione polacca è considerata una delle due più riuscite rivolte della Polonia: l'altra fu la sollevazione del 1806, cui pose termine l'ingresso dell'esercito di Napoleone. Molti degli insurrezionisti della Grande Polonia successivamente presero parte alle rivolte nella Slesia contro il dominio tedesco, che iniziarono alla fine del 1919 e terminarono nel 1921.
La rivolta ebbe un effetto significativo sulle decisioni di Versailles che concessero alla Polonia non solo l'area conquistata dagli insurrezionalisti, ma anche grandi città con una significativa popolazione tedesca come Bydgoszcz (Bromberg), Leszno (Lissa) e Rawicz (Rawitsch), così come le terre del corridoio polacco, anch'esse parte della Confederazione polacco-lituana prima della prima spartizione della Polonia nel 1772 e che collegavano la Polonia al Mare Baltico.
Le perdite territoriali della guerra e del trattato di Versailles scatenarono accese tensioni tra il nuovo Stato tedesco, che reclamava ancora i territori di lingua tedesca come Danzica, e la Seconda Repubblica di Polonia; ciò sarebbe diventato in seguito uno dei più importanti fattori che agevolarono l'ascesa del dittatore nazista Adolf Hitler al cancellierato della Germania.
Tuttavia, la Germania nazista riconobbe effettivamente i nuovi confini della Polonia nel patto di non aggressione tedesco-polacco del 1934, che normalizzò le relazioni tra i due Paesi. Tuttavia, dopo la morte del leader polacco Józef Piłsudski (ammirato da Hitler), l'Anschluss tedesca con l'Austria e l'occupazione tedesca della Cecoslovacchia, Hitler si ritirò unilateralmente dal il patto di non aggressione tedesco-polacco ed invase la Polonia nel 1939, portando allo scoppio della seconda guerra mondiale.

## Cronologia della sollevazione

### Antefatti

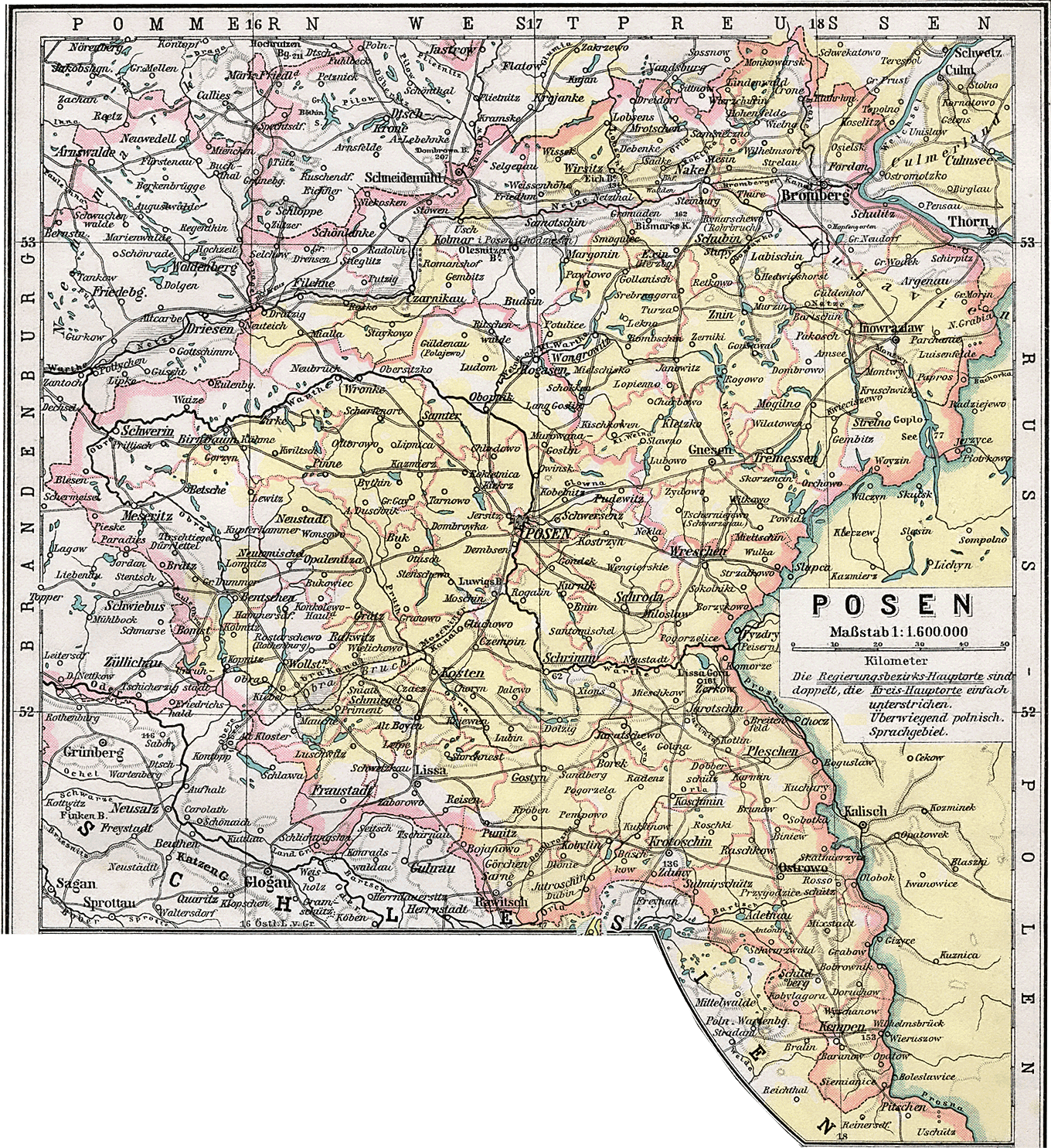
Mappa della provincia prussiana di Posen: le aree di lingua polacca sono mostrate in giallo

- Gennaio 1916 - creazione dei Comitato Segreto Interpartitico dei Cittadini (pl. Tajny Międzypartyjny Komitet Obywatelski), formato da membri di nazionalità polacca del Reichstag dell'Impero tedesco.
- Luglio 1918 -  viene creata una rete di comitati locali di cittadini nell'area della Partizione Prussiana.
- 11 ottobre 1918 - Le organizzazioni polacche nell'Impero tedesco pubblicizzano documenti comuni nei quali dichiarano la volontà di creare uno stato polacco indipendente; in pratica la rivoluzione.
- 9 novembre 1918 - Inizio della rivoluzione tedesca, che si svolge anche nella Grande Polonia. I polacchi organizzano strutture militari segrete nelle guarnigioni di Poznań, Jarocin e Inowrocław.
- 10 novembre 1918 - Eventi della cosiddetta Republika Ostrowska.
- 11 novembre 1918
  - Firma dell'armistizio, fine delle ostilità della I guerra mondiale.
  - La Guardia dei Cittadini (Straż Obywatelska), ribattezzata pochi giorni dopo Guardia del Popolo (Straż Ludowa), esce dalla clandestinità. Il sindaco di Poznań (Posen), Ernst Wilms, viene rimosso dall'incarico. Le autorità militari tedesche danno il permesso al funzionamento della Guardia del Popolo perché mantenga la pace nella Provincia di Posen.
- 12 novembre 1918
  - Il Comitato Centrale dei Cittadini, più tardi ribattezzato Alto Consiglio del Popolo (Naczelna Rada Ludowa, NRL), crea un temporaneo "governo in attesa" - La Commissione (Komisariat) è composta da: Stanisław Adamski, Wojciech Korfanty e Adam Poszwiński.
  - Jarogniew Drwęski diventa sindaco di Poznań.
- 13 novembre 1918
  - La commissione dell'Alto Consiglio del Popolo invita i cittadini della parte tedesca della Polonia a mantenere la calma nonostante la rivoluzione.
  - "Assassinio nel municipio": dominato dai tedeschi, il Dipartimento Esecutivo del Consiglio dei Lavoratori e dei Soldati procede verso il municipio di Poznań, un gruppo armato di polacchi li costringe a cambiare quattro dei delegati tedeschi con dei polacchi: Bohdan Hulewicz, Mieczysław Paluch, Henryk Śniegocki e Zygmunt Wiza. A causa di questo evento, i polacchi prendono il controllo del quartier generale della guarnigione di Poznań e del V Corpo d'armata.
- 17 novembre 1918 - La Commissione dell'NRL invita a una raccolta di fondi una tantum chiamata "tassa nazionale".
- 18 novembre 1918 - Elezioni dei Consigli del Popolo dei distretti e dei membri del Sejm della Partizione (1399 deputati).
- 20 novembre 1918 - Il governo polacco Varsavia pubblica przyłączenie Wielkopolski będzie jednym z pierwszych naszych zadań (L'unione della Grande Polonia sarà uno dei nostri primi compiti).
- 3 dicembre 1918 – Il Sejm della Partizione di Poznań inizia i suoi atti ufficiali, nell'edificio del cinema "Apollo". I deputati erano in rappresentanza di tutte le terre della Partizione Prussiana e dell'emigrazione economica polacca, proveniente principalmente dalla Vestfalia.
- 5 dicembre 1918 – Fine del Sejm della Partizione, che dichiara il suo desiderio di unificazione con le altre Partizioni in una Polonia di nuovo nazione e con l'NRL che elegge ufficialmente i suoi membri.
- 6 dicembre 1918 – Primo incontro dell'NRL eletto. Bolesław Krysiewicz diventa portavoce. Elezione dell'esecutivo - La Commissione dell'NRL viene formata da rappresentanti di: Grande Polonia - Stanisław Adamski e Władysław Seyda; Slesia Superiore – Wojciech Korfanty e Józef Rymer; Pomerania Orientale – Stefan Łaszewski; Kuiavia – Adam Poszwiński.
- 11 dicembre 1918 - La lingua polacca e l'insegnamento della religione in polacco ritornano nelle scuole.
- 15 dicembre 1918 - Il governo polacco di Varsavia rompe le relazioni diplomatiche con la Germania.

### Sollevazione

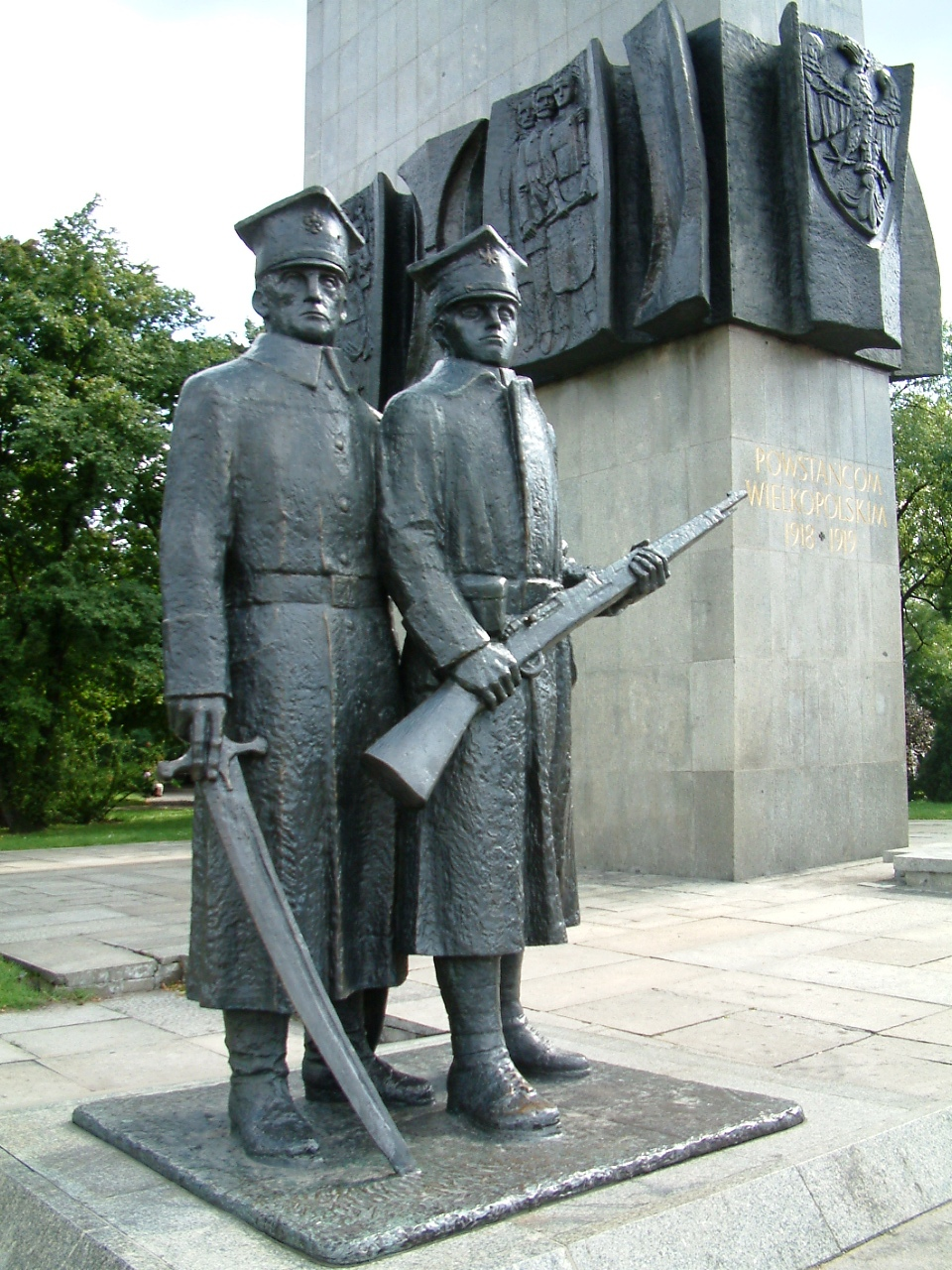
Monumento ai soldati polacchi che combatterono la grande sollevazione polacca

- 27 dicembre 1918 - La rivolta inizia in serata con una sparatoria davanti alla questura di Poznań. I combattimenti iniziano anche in altre città: Szamotuły, Środa Wielkopolska, Pniewy, Opalenica, Buk, Trzemeszno, Września e Gniezno vengono conquistate. I polacchi a Poznań conquistano la stazione ferroviaria principale, l'ufficio postale principale e parte delle fortificazioni cittadine.
- 28 dicembre 1918
  - I polacchi di Poznań espugnano la Cytadela (una fortezza principale), Forte Grolmann e l'armeria di Via Wielkie Garbary (oggi Via Garbary).
  - La Commissione dell'NRL promuove il capitano Stanisław Taczak a comandante in capo temporaneo della sollevazione (viene anche promosso al grado di maggiore).
- 29 dicembre 1918 - I polacchi conquistano Grodzisk Wielkopolski, Kłecko, Kórnik, Wielichowo, Gostyń, Witkowo ed altri centri.
- 30 dicembre 1918
  - Falliscono i colloqui di pace con la Germania, che si rifiuta di prendersi la responsabilità degli scontri del 27 dicembre.
  - A Poznań i polacchi scacciano il 6º Reggimento granatieri tedesco dalle sue caserme. Dopo colloqui, il reggimento lascia la città portandosi dietro le armi.
  - Liberazione di Wronki, Wągrowiec, Gołańcz. I soldati polacchi fermano l'offensiva tedesca contro Gniezno nei pressi di Zdziechowa.
- 31 dicembre 1918
  - Liberazione di Kościan, Oborniki Wielkopolskie, Ostrów Wielkopolski.
  - Unità di polacchi al comando di Paweł Cymes iniziano l'offensiva sulla Cuiavia.
- 1º gennaio 1919
  - Paderewski lascia Poznań.
  - Liberazione di Jarocin, Krotoszyn e Mogilno.
- 3 gennaio 1919 - Per evitare l'anarchia nella Grande Polonia, il Comitato dell'NRL decide di prendere il controllo della rivolta spontanea, ma decide anche di tenere segreta la decisione.
- 4 gennaio 1919 - La Commissione dell'NRL decreta il nuovo presidente della Provincia di Poznań, Wojciech Trąmpczyński. Le autorità tedesche invitano a boicottarlo.
- 5 gennaio 1919 - Czarnków, Jutrosin, Kruszwica, Nakło, Nowy Tomyśl, Miejska Górka, Rawicz, Strzelno e Wolsztyn vengono conquistate dai polacchi.
- 6 gennaio 1919
  - I polacchi catturano l'Aeroporto di Ławica a Poznań, con tutti gli aeroplani integri.
  - Combattimenti vicino a Czersk e Kościerzyna in Pomerania.
  - Conquista d'Inowrocław.
- 7 gennaio 1919
  - I polacchi dividono i territori conquistati in sette distretti militari (Okręg Wojskowy).
  - I tedeschi riconquistano Chodzież e Czarnków.
- 8 gennaio 1919
  - La Commissione dell'NRL si prende tutto il potere civile e militare senza stabilirne la portata territoriale. Inoltre promuove il generale Józef Dowbor-Muśnicki a comandante in capo delle forze insurrezionali.
  - I polacchi riprendono Chodzież (Battaglia di Chodzież) e Czarnków. Vincono inoltre la Battaglia di Ślesin e conquistano Sieraków.
- 9 gennaio 1919
  - L'NRL annuncia ufficialmente di aver preso il controllo della Grande Polonia. Inizia la polonizzazione dell'amministrazione, molti dei funzionari anti-polacchi vengono licenziati. Nei distretti i Landräte ("consigli di contea") tedeschi vengono subordinati alle starosta polacche, che in seguito prenderanno tutto il potere.
  - I polacchi perdono Nakło.
  - Aviatori polacchi bombardano il campo di volo militare di Francoforte sull'Oder
- 10 gennaio 1919 - Combattimenti sul fronte meridionale nei pressi di Kąkolewo, Leszno e Rydzyna. I polacchi conquistano Sarnowa.
- 11 gennaio 1919 - I tedeschi riprendono Sarnowa e vincono la battaglia di Zbąszyń; vittoria polacca nella battaglia di Szubin con conquista di Łabiszyn, Złotniki e Żnin.
- 12 gennaio 1919 - Combattimenti vicino a Leszno e Lipno.
- 13 gennaio 1919 - I tedeschi riprendono Szamocin.
- 14 gennaio 1919 - La Commissione dell'NRL si appella a Roman Dmowski per aiuto nella negoziazione di un cessate il fuoco.
- 15 gennaio 1919 - Tentativo fallito dei polacchi di riprendere Szamocin.
- 16 gennaio 1919
  - Viene pubblicato il primo numero di Tygodnik Urzędowy Naczelnej Rady Ludowej con le leggi dell'NRL.
  - Nel governo polacco centrale di Ignacy Paderewski sono presenti due politici della Grande Polonia: Józef Englich - ministro del tesoro e Kazimierz Hącia - ministro dell'industria e del commercio.
- 17 gennaio 1919 - Gli uomini nati nel 1897, 1898 e 1899 vengono mobilitati nell'Esercito della Grande Polonia.
- 20 gennaio 1919 - Viene vietato il trasferimento di denaro alle banche del Reich sull'altra linea del fronte.
- 21 gennaio 1919
  - L'NRL crea il giuramento dei soldati dell'Esercito della Grande Polonia.
  - Prove di false informazioni su attacchi polacchi a civili tedeschi, pubblicate dalle autorità di Berlino, vengono inviate a Parigi.[senza fonte] Contemporaneamente l'NRL si appella agli alleati chiedendo una missione militare, suggerendo la possibilità che l'Esercito della Grande Polonia combatta i bolscevichi. Molti articoli sulla situazione della Grande Polonia compaiono sui giornali occidentali.
- 22 gennaio 1919
  - Sul fronte settentrionale i polacchi sono costretti a lasciare Potulice.
  - Sul fronte meridionale i polacchi vincono la battaglia di Robaczysko.
  - Joseph Noules viene nominato dal Consiglio Supremo delle Nazioni Alleate come comandante della missione alleata in Polonia.
- 23 gennaio 1919 - I polacchi difendono Miejska Górka dopo pesanti combattimenti.
- 25 gennaio 1919
  - I polacchi conquistano Babimost e Kargowa.
  - Vengono interrotte tutte le comunicazioni tra la Grande Polonia e la Germania.
  - Un decreto cancella la proibizione prussiana dell'insegnamento della lingua polacca a scuola.
- 26 gennaio 1919 - I soldati dell'Esercito della Grande Polonia, comandati dal generale J. Dowbór-Muśnicki giurano in Wilhelm Platz, rinominata Plac Wolności (Piazza della Libertà), a Poznań.
- 28 gennaio 1919 - Offensiva tedesca nell'area di Bydgoszcz e Nakło. Battaglia di Rynarzewo. I tedeschi conquistano Szubin. Offensiva di burro

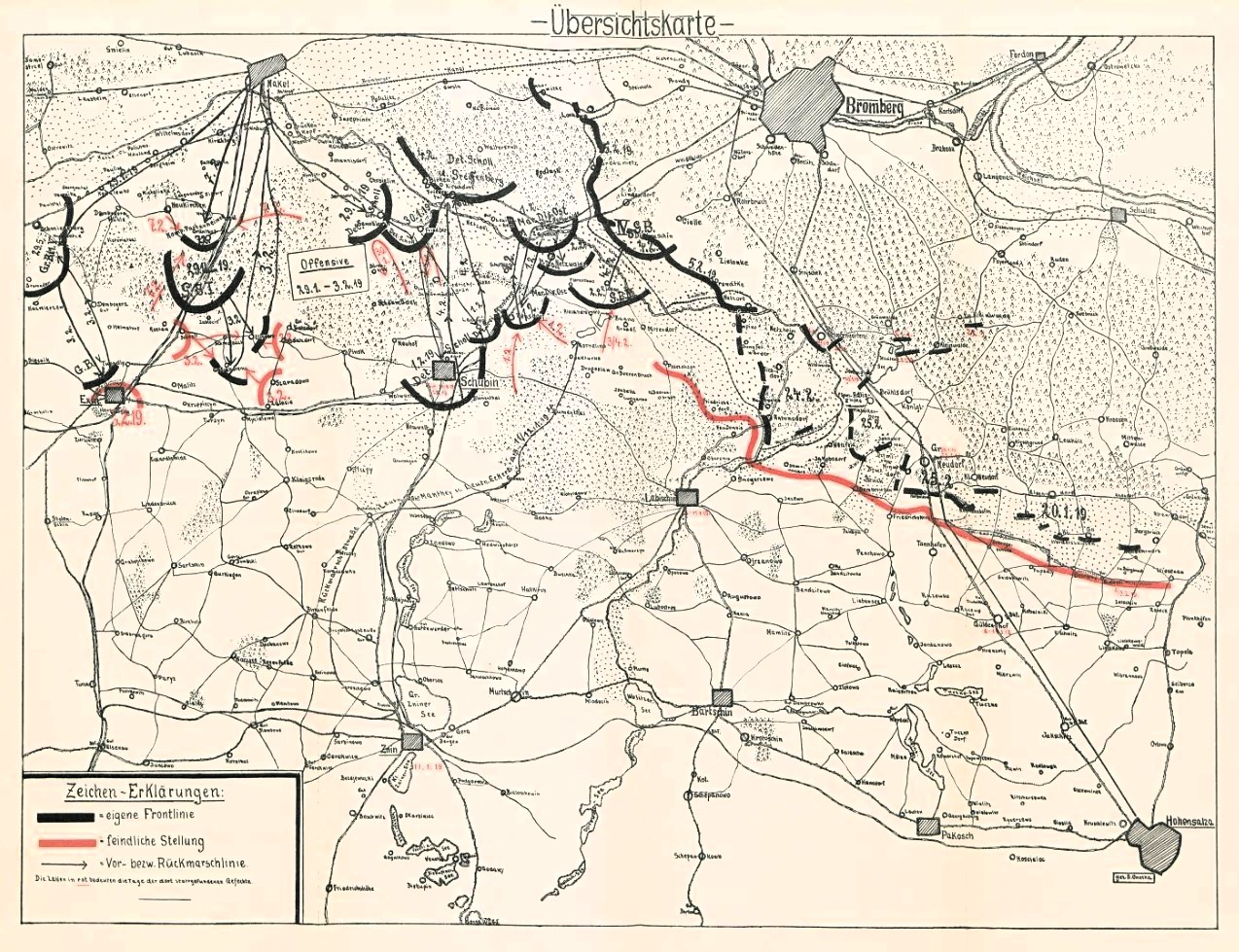
Offensiva di burro

- 29 gennaio 1919 - Roman Dmowski parla di fronte al Consiglio Supremo delle Nazioni Alleate, afferma i diritti polacchi sulla Partizione Prussiana e accusa i tedeschi di portare avanti una politica a due facce.
- 2 febbraio 1919 - Inizio dei colloqui polacco-tedeschi a Berlino.
- 3 febbraio 1919 - I polacchi fermano l'offensiva tedesca sul fronte settentrionale. Il loro contrattacco spinge i tedeschi sulla sponda nord del Noteć. I polacchi riconquistano Rynarzewo e vincono la battaglia di Kcynia.
- 4 febbraio 1919
  - I polacchi riconquistano Szubin; pesanti combattimenti sul fronte meridionale nei pressi di Rawicz.
  - Inizio del colloqui tra il governo polacco a Varsavia e la Commissione dell'NRL, circa la rappresentanza della Grande Polonia nel Sejm Ustawodawczy.
- 5 febbraio 1919 - Fallimento dei colloqui di Berlino. Le condizioni tedesche erano: demobilitazione dell'Esercito della Grande Polonia, riconoscimento polacco delle pretese tedesche sulla Grande Polonia e pagamento da parte polacca per tutti i danni causati dalla sollevazione. Nonostante ciò, la Triplice intesa continua a far presente che entrambe le parti sono pronte per i colloqui di pace.
- 6 febbraio 1919 - Fine dei colloqui sulla rappresentanza della Partizione Prussiana nel Sejm Ustawodawczy. Riguardo al fatto che Grande Polonia, Cuiavia, Slesia e Pomerania sono ancora ufficialmente parte della Germania, per evitare ripercussioni internazionali, il governo polacco e l'NRL decidono di rinunciare alle previste elezioni di 126 deputati, dando temporanei diritti di rappresentanza della Partizione Prussiana a 16 deputati del Reichstag.
- 7 febbraio 1919
  - Pesanti scontri a Kolno, che venne conquistata a più riprese da ambo le parti.
  - La Commissione dell'NRL promuove 122 ex sottufficiali dell'esercito tedesco al grado di sottotenente.
  - Il capo di Stato polacco Józef Piłsudski firma un decreto che permette ufficialmente a 16 deputati della Partizione Prussiana di partecipare al Sejm Ustawodawczy.
- 9 febbraio 1919 - I polacchi fermano l'offensiva tedesca vicino a Trzciel.
- 10 febbraio 1919 - I polacchi fermano gli attacchi tedeschi vicino a Rawicz.
- 11 febbraio 1919 - La Commissione dell'NRL dissolve tutti i consigli cittadini, fissando il 25 marzo come termine per l'elezione dei nuovi organi di governo.
- 12 febbraio 1919 - I tedeschi usano un treno corazzato per conquistare Kargowa e Babimost, ma la loro offensiva viene fermata nei pressi di Kopanica.
- 14 febbraio 1919
  - Inizio dei colloqui sul prolungamento del cessate il fuoco dopo la prima guerra mondiale. La delegazione tedesca è contro l'estenderlo alla Grande Polonia, ma la Francia li costringe a permettere tale condizione.
  - Il quartier generale tedesco viene spostato a Kołobrzeg, come parte dei preparativi per l'impiego di tutte le forze contro la Grande Polonia.
- 16 febbraio 1919 - Il prolungamento del cessate il fuoco tra Alleati e Germania viene firmato a Treviri, con riferimento anche al fronte nella Grande Polonia. Allo stesso tempo l'Esercito della Grande Polonia viene riconosciuto come forza alleata.

### Tra il cessate il fuoco e la riunificazione

Linea di demarcazione militare (verde), confine finale (rosso)

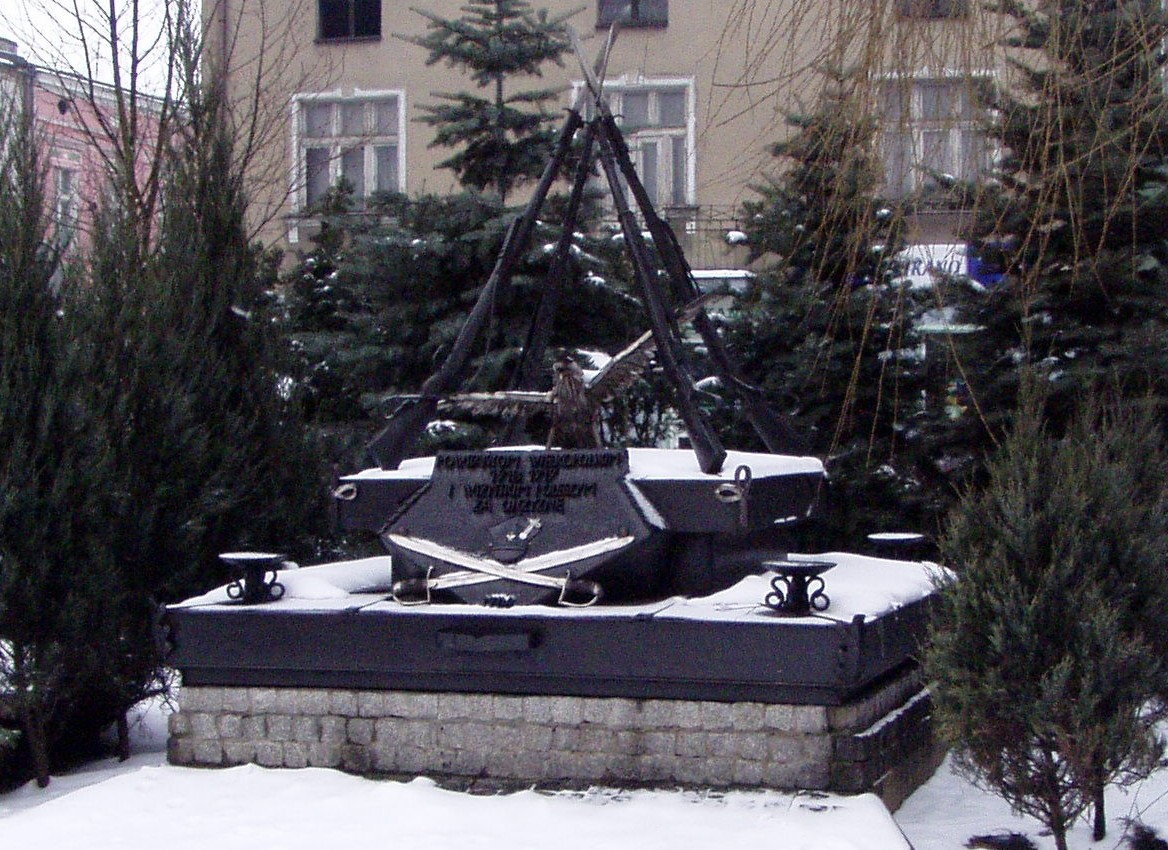
Monumento alla sollevazione della Grande Polonia e ai suoi soldati a Pobiedziska

- 18 febbraio 1919 - Nonostante il cessate il fuoco ci sono combattimenti vicino a Rynarzewo. I polacchi catturano il treno corazzato.
- 19 febbraio 1919 - Una compagnia di volontari dell'Esercito della Grande Polonia si sposta nella Piccola Polonia per combattere contro gli ucraini.
- 20 marzo 1919 - L'Ostmarkenzulage - uno speciale incentivo dato ai funzionari tedeschi che lavoravano nelle provincie orientali, che doveva stimolare la colonizzazione tedesca della Partizione Prussiana, viene cancellato.
- 23 marzo 1919 - I polacchi ottengono un'ampia maggioranza nell'elezione al consiglio cittadino di Poznań.
- 24 marzo 1919 - La Commissione dell'NRL chiede al governo polacco di Varsavia di creare un'amministrazione separata dell'ex Partizione Prussiana, poiché è molto meglio sviluppata del resto della nazione. Ignacy Paderewski costringe il governo a lasciare tutto il potere nelle mani dell'NRL, in quei territori, fino al riconoscimento finale dei confini tra Polonia e Germania, e alla futura creazione dell'autonomia di quelle terre (che riceverà solo l'Alta Slesia). L'NRL mobilita gli uomini nati nel 1891, 1892, 1893, 1894 e 1901.
- 5 aprile 1919 - Il Sejm Ustawodawczy annuncia elezioni suppletive nell'ex provincia di Posen per altri 42 deputati.
- 9 aprile 1919 - La Commissione dell'NRL decreta la giornata lavorativa di 8 ore nell'industria e nel commercio.
- 10 aprile 1919 - La Commissione dell'NRL decreta la rimozione di tutti i segnali in lingua tedesca da uffici e stazioni ferroviarie e cambia in polacco tutti i nomi delle strade. La punizione per la violazione di questa legge era 2 anni di prigione e 10 000 marchi polacchi di multa.
- 16 aprile 1919 - L'NRL decide che il 3 maggio sarà festa nazionale.
- 7 maggio 1919 - Viene aperta la Wszechnica Piastowska.
- 15 maggio 1919 - Il polacco diventa l'unica lingua ufficiale. Il tedesco è solo ausiliario, ma una mancanza di funzionari di lingua polacca fa sì che il tedesco verrà usato nell'amministrazione della giustizia fino al 1920.
- 25 maggio 1919 - L'esercito della Grande Polonia viene assoggettato all'Esercito polacco, ma mantiene un'organizzazione separata.
- 30 maggio 1919 - La Guardia del Popolo viene trasformato nella Difesa Nazionale (Obrona Krajowa).
- 1º giugno 1919 - Elezioni suppletive dei deputati al Sejm Ustawodawczy.
- 6 giugno 1919
  - combattimenti minori attorno a Bydgoszcz (Bromberg).
  - La crescente minaccia di un'offensiva tedesca induce la Commissione dell'NRL ad introdurre lo stato di emergenza in tutti i territori sotto la sua giurisdizione, e in una fascia di 20 km dalla linea del fronte viene introdotta la legge marziale. Pochi giorni dopo l'NRL annuncia la pena di morte per atti ostili contro l'Esercito della Grande Polonia o a favore dell'esercito tedesco.
- 18 giugno 1919 - Combattimenti minori attorno a Rynarzewo.
- 28 giugno 1919 - Il Trattato di Versailles concede quasi tutta la Grande Polonia alla Polonia.
- 1º luglio 1919
  - La Commissione dell'NRL toglie i dazi doganali con l'ex-Regno di Polonia.
  - Fuoco d'artiglieria al fronte.
- 9 luglio 1919 - Fuori dalla fascia dei 20 km dal fronte lo stato di emergenza viene revocato.
- 10 luglio 1919 - Atti del governo polacco con l'intera Commissione dell'NRL su ulteriori politiche nell'ex Partizione Prussiana (Były Zabór Pruski). Viene presa la decisione di creare il Ministero dell'ex Partizione Prussiana (Ministerstwo Byłej Dzielnicy Pruskiej).
- 1º agosto 1919 - Il Sejm Ustawodawczy vota una risoluzione sulla "Organizzazione temporanea del governo nell'ex Partizione Prussiana" (O tymczasowej organizacji zarządu byłej dzielnicy pruskiej), creando il Ministero dell'ex Partizione Prussiana e progettando la graduale unificazione della Grande Polonia con il resto della nazione.
- 12 agosto 1919 - Władysław Seyda diventa il primo ministro dell'ex Partizione Prussiana.
- 19 agosto 1919 - Viene dissolto l'NRL.
- 28 agosto 1919 - Il quartier generale dell'esercito polacco emana l'ordine giornaliero numero 216, nel quale l'esercito della Grande Polonia viene passato alle strutture dell'esercito polacco e il suo quartier generale diventa il quartier generale del VII Corpo d'armata.
- 6 novembre 1919 - Viene dissolta la Commissione dell'NRL.
- 10 gennaio 1920 - Ratifica del trattato di Versailles, in base al quale le forze polacche nella Grande Polonia devono prendere il controllo di piccole parti di territorio dato alla Polonia, ma che resistono in mano tedesca, e della Pomerania Orientale.
- 13 gennaio 1920 - Il quartier generale del fronte della Grande Polonia dà ordine di prepararsi a realizzare quanto deciso dal trattato di Versailles.
- 17 gennaio 1920 - Inizio della presa di controllo sui territori ceduti alla Polonia.
- 8 marzo 1920 - Liquidazione del fronte della Grande Polonia.

## Curiosità
- Nel 2019, il giornalista e storico di Giulianova, Walter De Berardinis, scopre, con l'aiuto di due storici polacchi: Maria Lamberti, archivista e documentarista presso la biblioteca Uniwersytecka w Posnaniu e Wojciech Jędraszewski, presidente della Società di Genealogia della Wielkopolska (Wielkopolskie Towarzystwo Genealogiczne Gniazdo[5]), la presenza a Poznań dell'unico italiano tra le forze polacche di sollevazione: il caporal maggiore del 262º Reggimento fanteria, Novizzo Cittadini, nato a Giulianova (TE) il 21 agosto 1898 e morto a Poznan il 15 marzo 1919 ucciso con un colpo di pistola al ventre. Per queste ricerche sono state organizzate degli eventi pubblici per ricordarlo[6][7][8][9][10][11]